# The Road from Coorain
The Road from Coorain est un roman autobiographique écrit par l'auteur australo-américain Jill Ker Conway.

## Thèmes
Jill Ker Conway établit dans son roman plusieurs thèmes. Les différents thèmes sont :
- La maison ;
- L'éducation ;
- Les terres.